# Dialium zenkeri
Dialium zenkeri är en ärtväxtart som beskrevs av Hermann August Theodor Harms. Dialium zenkeri ingår i släktet Dialium och familjen ärtväxter. Inga underarter finns listade i Catalogue of Life.